# Urbele Imperiului Bizantin
În Imperiul Bizantin orașele erau centre ale vieții sociale și economice. Cele mai multe dintre urbele Imperiului (deja, în secolul al VI-lea, erau peste 900) fuseseră întemeiate în timpul perioadelor greacă sau romană antică. Cele mai mari dintre acestea erau Constantinopolul, Alexandria, Thessalonica, Antiohia și, pentru o perioadă mai scurtă, Roma, toate având populații de sute de mii de locuitori. Centre regionale, precum Adrianopolele, Sirmium sau Atena aveau peste 50.000 de locuitori. Cu toate că răspândirea creștinismului a impactat în mod negativ instituțiile urbane, acestea au continuat să evolueze cât de cât constant din Antichitatea târzie și până în Evul Mediu.